# Maybe (Emma Bunton)
Maybe è un singolo della cantante britannica Emma Bunton, pubblicato il 13 ottobre 2003 come secondo estratto dal secondo album in studio Free Me.

## Descrizione
La canzone, di genere pop ma influenzata dal Motown e dalle sonorità vintage, è stata scritta dalla stessa cantante insieme a Yak Bondy e pubblicata il 13 ottobre 2003 nel Regno Unito e nell'estate dell'anno successivo in tutto il mondo, per le etichette discografiche Polydor e 19 Entertainment. 
Nell'estate del 2004 fu molto programmata nelle radio e nelle televisioni musicali, facendola così diventare un successo commerciale e tormentone estivo di quell'anno. Attualmente è una delle canzoni più conosciute e apprezzate della cantante.

## Video musicale
Il video musicale, diretto da Harvey B. Brown e Carolyn Corben, ritraeva la stessa Bunton che si esibiva in abiti in stile vintage. Il video era ispirato al musical Sweet Charity (1969).

## Tracce
UK CD single (2003)
1. Maybe – 3:45
2. Don't Tell Me You Love Me Anymore – 4:01
3. Maybe (Bini & Martini Club Mix) – 8:10
4. Maybe (video) – 3:48

European CD single (2004)
1. Maybe – 3:45
2. Don't Tell Me You Love Me Anymore – 4:01

## Successo commerciale
La canzone fu inizialmente pubblicata solo nel Regno Unito, dove entrò alla sesta posizione nella classifica dei singoli. All'inizio del 2004 fu presentata gradualmente nelle varie nazioni ed esplose definitivamente in estate, con la sua pubblicazione nei negozi, grazie all'alto airplay ottenuto nei mesi precedenti. Il singolo rimase in classifica fino a dopo la fine dell'estate. Nei primi mesi del 2005, inoltre, nelle radio statunitensi fu presentata una versione remix, con rispettivo singolo, che si piazzò alla sesta posizione della Dance Club Songs stilata da Billboard.

## Classifiche

### Classifiche settimanali
| Classifica (2003-05) | Posizione massima |
| -------------------- | ----------------- |
| Australia            | 56                |
| Austria              | 63                |
| Europa               | 19                |
| Germania             | 52                |
| Irlanda              | 17                |
| Italia               | 20                |
| Paesi Bassi          | 88                |
| Regno Unito          | 6                 |
| Romania              | 82                |
| Stati Uniti (dance)  | 6                 |
| Svezia               | 33                |
| Svizzera             | 93                |

### Classifiche di fine anno
| Classifica (2003) | Posizione |
| ----------------- | --------- |
| Regno Unito       | 96        |